# Rio Grande Valley Vipers
Rio Grande Valley Vipers es un equipo de baloncesto estadounidense que juegan en la NBA G League, desde la temporada 2007-2008. Se encuentran afiliados al equipo de la NBA de Houston Rockets. El equipo tiene su sede en Edinburg, una pequeña localidad de Texas. Su nombre, Vipers (víboras) proviene de la gran cantidad de estos animales que pueblan el valle del Río Grande. El antiguo jugador de San Antonio Spurs, George "Iceman" Gervin, aceptó un puesto en el organigrama del equipo.

## Trayectoria
| Temporada                | División          | Puesto            | Ganados | Perdidos | %    | Playoffs |
| ------------------------ | ----------------- | ----------------- | ------- | -------- | ---- | --- |
| Rio Grande Valley Vipers |                   |                   |         |          |      | |
| 2007–08                  | Southwestern      | 5.º               | 21      | 29       | .420 | |
| 2008–09                  | Southwestern      | 4.º               | 21      | 29       | .420 | |
| 2009–10                  | Western           | 1º                | 34      | 16       | .680 | Gana 1.ª ronda (Reno) 2–1 Gana Semifinales (Austin) 2–1 Gana Finales D-League (Tulsa) 2–0 |
| 2010–11                  | Western           | 2º                | 33      | 17       | .660 | Gana 1.ª ronda (Bakersfield) 2–1 Gana Semifinales (Reno) 2–0 Pierde Finales D-League (Iowa) 1–2 |
| 2011–12                  | Western           | 5º                | 24      | 26       | .480 | |
| 2012–13                  | Central           | 1º                | 35      | 15       | .700 | Gana 1.ª ronda (Maine) 2-0 Gana Semifinales (Tulsa) 2–0 Gana Finales D-League (Santa Cruz) 2–0 |
| 2013–14                  | Central           | 3.º               | 30      | 20       | .600 | Gana 1.ª ronda (Iowa) 2–1 Pierde Semifinales (Santa Cruz) 2–1 |
| 2014–15                  | Southwest         | 3.º               | 27      | 23       | .540 | |
| 2015–16                  | Southwest         | 2.º               | 29      | 21       | .580 | Pierde 1.ª ronda (Austin) 1–2 |
| 2016–17                  | Southwest         | 2.º               | 32      | 18       | .640 | Gana 1.ª ronda (Los Ángeles) 2–1 Gana Finales Conf. (Oklahoma City) 2–1 Puerde Finales (Raptors 905) 1–2                                                                                              |
| 2017–18                  | Southwest         | 2.º               | 29      | 21       | .580 | Gana 1.ª ronda (Texas) 107–100 Pierde Semifinal Conf. (Austin) 91–117 |
| 2018–19                  | Southwest         | 1.º               | 34      | 16       | .680 | Gana Semifinal Conf. (Memphis) 135–118 Gana Final Conf. (Santa Cruz) 144–125 Gana Finales de la G League (Long Island) 2–1                                                                            |
| 2019–20                  | Southwest         | 4.º               | 15      | 27       | .357 | Temporada cancelada por la pandemia de COVID-19 |
| 2020–21                  | Western           | 7.º               | 9       | 6        | .600 | Pierde Cuartos de final (Santa Cruz) 81–110 |
| 2021–22                  | Western           | 1.º               | 24      | 10       | .706 | Gana cuartos de final de conferencia (Texas) 120–103 Gana final de conferencia (Agua Caliente) 125–114 Gana Finales de la G-League (Delaware) 2–0                                                     |
| 2022–23                  | Western           | 6.º               | 18      | 14       | .563 | Gana cuartos de final de conferencia (South Bay) 124–122 Gana semifinal de conferencia (Memphis) 110–108 Gana final de conferencia (Sioux Falls) 110–105 Pierde finales de la G-League (Delaware) 2–0 |
| 2023–24                  | Western           | 6.º               | 20      | 14       | .588 | Pierde cuartos de final de conferencia (Oklahoma City) 126—125 (OT) |
| Temporada regular        | Temporada regular | Temporada regular | 435     | 322      | .575 | |
| Playoffs                 | Playoffs          | Playoffs          | 37      | 19       | .661 | |

## Plantilla actual

### Líderes estadísticos
Puntos totales temporada regular
| #                                                      | Jugador          | Temporadas | Promedio | Partidos | Total |
| ------------------------------------------------------ | ---------------- | ---------- | -------- | -------- | ----- |
| 1                                                      | Jaron Johnson    | 2014-2017  | 16,2     | 113      | 1829  |
| 2                                                      | Stanley Asumnu   | 2007-2012  | 9,0      | 181      | 1635  |
| 3                                                      | Chris Johnson    | 2012-2017  | 14,6     | 108      | 1573  |
| 4                                                      | Trent Strickland | 2007-2009  | 15,3     | 95       | 1459  |
| 5                                                      | Jarvis Threatt   | 2014-2017  | 11,4     | 119      | 1355  |
| Referencia: Nota actualizados al final temporada 17/18 |                  |            |          |          |       |

Rebotes totales temporada regular
| #                                                      | Jugador        | Temporadas | Promedio | Partidos | Total |
| ------------------------------------------------------ | -------------- | ---------- | -------- | -------- | ----- |
| 1                                                      | Chinanu Onuaku | 2016-2018  | 10,0     | 83       | 833   |
| 2                                                      | Chris Walker   | 2015-2018  | 5,4      | 151      | 814   |
| 3                                                      | Stanley Asumnu | 2007-2012  | 4,1      | 181      | 748   |
| 4                                                      | Tony Bishop    | 2013-2015  | 7,7      | 92       | 710   |
| 5                                                      | Chris Johnson  | 2012-2017  | 5,5      | 108      | 594   |
| Referencia: Nota actualizados al final temporada 17/18 |                |            |          |          |       |

Asistencias totales temporada regular
| #                                                      | Jugador        | Temporadas            | Promedio | Partidos | Total |
| ------------------------------------------------------ | -------------- | --------------------- | -------- | -------- | ----- |
| 1                                                      | Gary Talton    | 2013-2015             | 9,6      | 60       | 501   |
| 2                                                      | Will Conroy    | 2007-2009 / 2010-2013 | 8,3      | 52       | 497   |
| 3                                                      | Darius Morris  | 2013-2014 / 2015-2018 | 6,4      | 62       | 398   |
| 4                                                      | Jarvis Threatt | 2014-2017             | 3,2      | 119      | 379   |
| 5                                                      | Jared Jordan   | 2008-2009             | 8,8      | 36       | 317   |
| Referencia: Nota actualizados al final temporada 17/18 |                |                       |          |          |       |